# 캐시 베이커
캐시 베이커(Kathy Baker, 1950년 6월 8일 ~ )는 미국의 배우이다. 공연 무대에 서며 배우 일을 시작하였으며 《필사의 도전》(1983)으로 영화계에 데뷔하였다. 《스트리트 스마트》(1987)로 1988년 제22회 전미 비평가 협회상 여우조연상을 수상하고 제3회 인디펜던트 스피릿 어워드 여우조연상 후보에 올랐다.
텔레비전 분야에서는 CBS 《피켓 펜스》(1992-96)를 통해 프라임타임 에미상 드라마 시리즈 부문 여우주연상을 세 차례 수상하고, 골든 글로브상과 미국 배우 조합상을 한 차례씩 받았다.

## 출연 작품

### 영화
- 필사의 도전 (1983)
- 스트리트 스마트 (1987, Street Smart)
- 상처 뿐인 훈장 (1989)
- 가위손 (1990)
- 제니퍼 연쇄 살인 사건 (1992)
- 질리안의 37번째 생일에 (1996)
- 사이더 하우스 (1999)
- 콜드 마운틴 (2003)
- 나인 라이브즈 (2005)
- 제인 오스틴 북 클럽 (2007)
- 하비의 마지막 로맨스 (2008)
- 테이크 쉘터 (2011)
- 머신건 프리처 (2011)
- 세이빙 MR. 뱅크스 (2013)
- 아델라인: 멈춰진 시간 (2015)

### 텔레비전
- 피켓 펜스 (1992-96)
- 천사의 손길 (2000)
- 보스턴 퍼블릭 (2001-02)